# ROOT
ROOT —  об'єктно-орієнтована  програма та бібліотека, розроблена в ЦЕРНi (фр. CERN) для аналізу та візуалізації даних, котрі характерні для  ядерної фізики,  фізики елементарних частинок та  релятивістської фізики високих енергій, однак зараз широко використовується в інших областях для аналізу та різноманітної обробки даних. Майже стандартно застосовується наприклад в обробці експериментальних даних в  атомній та  молекулярній фізиці,  лазерній фізиці, а також в  астрономії.

## Історія
Впродовж багатьох років в ЦЕРНі було розроблено на  фортрані дуже багато специфічних бібліотек для аналізу різноманітних даних з фізики високих енергій та елементарних частинок. Однак подальший розвиток, абстракція та узагальнення бібліотек зіткнулися з проблемою росту, оскільки тодішній стандарт фортрану та компілятори не дозволяли ефективно використовувати об'єктно-орієнтовану модель програмування. Також висловлювались сумніви, чи наявне програмне забезпечення дозволить ефективно аналізувати гігантський потік даних з детекторів  LHC.
Розвиток ROOT бере свій початок від розробників Рене Брюн (René Brun) та Фонс Радемекерз (Fons Rademakers), котрі ініціювали цей проект в 1994 році (використовуючи мову C++) як заміну бібліотеки PAW, котра раніше також була створена в ЦЕРН. Розвиток PAW було припинено на користь ROOT у 2003 році. ROOT вийшов під ліцензією LGPL/GPL i забезпечує незалежний від платформи доступ до  операційної системи і зокрема до графічної підсистеми комп'ютера за допомогою стандартних абстрактних інтерфейсів. Складовими абстрактної платформи є: графічний інтерфейс користувача та конструктор для нього, найрізноманітніші  класи-контейнери, підтримка  рефлексії (відображення),  серіалізації об'єктів та  персистентності.

## Можливості
ROOT надає доступ до десятків різноманітних спеціалізованих пакетів у вигляді об'єктної моделі:
- побудова різноманітних гістограм, графів та графіків для перегляду і аналізу розподілу функції
- регресійний аналіз та  мінімізація функціоналів
- статистичні інструменти для аналізу та вибірки даних
- матрична алгебра
- 4-вектори для релятивістських обчислень у фізиці високих енергій
- усі стандартні математичні функції та велика кількість спеціальних (як вбудованих, так і через інтерфейс до GSL)
- багатовимірний аналіз даних, наприклад, з використанням нейронних мереж
- імпорт, створення та запис файлів в різних графічних форматах а також аналіз та математична обробка графічних файлів
- доступ до розподілених даних (в контексті Grid)
- розподілені обчислення, розпаралелювання аналізу даних (PROOF)
- доступ до баз даних
- 3D візуалізація (геометрія)
- двосторонній інтерфейс взаємодії та доступу з/до Python і Ruby
- серіалізація та персистентність об'єктів
- інтерфейс до  Монте-Карло генераторів випадкових величин

ROOT був вибраний внаслідок високої ефективності обчислень як основний інструмент для обробки даних експериментів на  Великому адронному колайдері, котрих набігає у декілька десятків петабайт на рік. Включення інтерпретатора CINT зробило ROOT досить універсальною програмою і його можна використовувати зараз[коли?] в інтерактивному режимі чи в режимі виконання скриптів на C++, за аналогією з таким комерційним продуктом, як MATLAB. Критика ROOT полягає в досить високих вимогах до рівня знань C++ у початківців, а також різні не зовсім вдалі рішення, аспекти розробки та реалізації.